# Alexander Stewart (6e comte de Galloway)
Alexander Stewart, 6e comte de Galloway (v. 1694 – 24 septembre 1773) est le fils de James Stewart, 5e comte de Galloway de Catherine, fille d'Alexander Montgomerie (9e comte d'Eglinton) (1660-1729).

## Biographie
En 1719, il épouse Anne Keith, la plus jeune fille de William Keith (9e comte Marischal) (en), et ils ont un enfant :
- Mary Stewart (décédée en 1751), qui épouse Kenneth Mackenzie

Lady Anne est décédée en 1728 et Alexander épouse Catherine Cochrane, la plus jeune fille de John Cochrane, 4e comte de Dundonald, en 1729. Ils ont huit enfants :
- Lady Susanna Stewart (en) (déc. 1805) Elle épouse Granville Leveson-Gower (1er marquis de Stafford) .
- John Stewart (7e comte de Galloway) (1736 – 1806)
- L'amiral Keith Stewart de Glasserton (1739 – 1795)
- James Edward (1743-1812)
- Marjorie Elizabeth Stewart d.1812
- Margaret Stewart (décédée en 1762)
- Charlotte Stewart (décédée en 1818) épouse John Murray (4e comte de Dunmore)
- Catherine Stewart (c. 1750 – ? )
- Harriet Stewart (décédée en 1788), elle épouse Archibald Hamilton (9e duc de Hamilton).